# Де Бур, Виллем
Виллем де Бур (нидерл. Willem de Boer; 7 мая 1885, Амстердам — 25 февраля 1962, Цюрих) — нидерландско-швейцарский скрипач, композитор и музыкальный педагог.
Окончил Амстердамскую консерваторию, учился также у Отакара Шевчика и Карла Флеша. В дальнейшем преимущественно жил и работал в Швейцарии.
На протяжении многих лет концертмейстер цюрихского Оркестра Тонхалле. Выступал со своим коллективом и как солист. В 1912 г. стал первым исполнителем концерта для скрипки с оркестром Отмара Шёка. Известен также как исполнитель скрипичной музыки Макса Регера. Выступал в различных квартетных составах (в частности, как квартет Де Бура — Райтца, вместе с виолончелистом Фрицем Райтцем; этому коллективу посвящён квартет № 2 Фолькмара Андреэ, 1919).
Многолетний профессор Цюрихской консерватории. У де Бура учился, в частности, Артюр Онеггер, на которого, как считается, это оказало заметное влияние, а также Поль Андре Гайяр и младший сын Томаса Манна Михаэль.
Среди композиций де Бура — опера «Тарас Бульба».